# Se necesita un hombre con cara de infeliz
Se necesita un hombre con cara de infeliz es una película en blanco y negro de Argentina dirigida por Homero Cárpena sobre el guion de Miguel Petruccelli y Eric Della Valle según la obra teatral homónima de Germán Ziclis que se estrenó el 28 de octubre de 1954 y que tuvo como protagonistas a Augusto Codecá, Eduardo Rudy, Pepita Muñoz y Lydia Quintana. La obra teatral se había estrenado en 1946 en el Teatro Cómico con Mario Fortuna como protagonista.

## Sinopsis
El jefe de una banda de delincuentes contrata a un hombre para rescatar unos documentos que lo comprometen.

## Comentarios
La crítica de cine Noemí Graphó dijo del filme:

”Infortunada mezcla de intriga policial y comedia asainetada….Falta pericia para ensamblar tan dispares elementos”

El Heraldo del Cinematografista comentó que la película:

”Parece haberse procurado llegar a lo lunático y absurdo.”

Por su parte Manrupe y Portela escriben:

”Comedia lunática que hoy aparece como un producto curioso e interesante.”